# Francesco Carlini

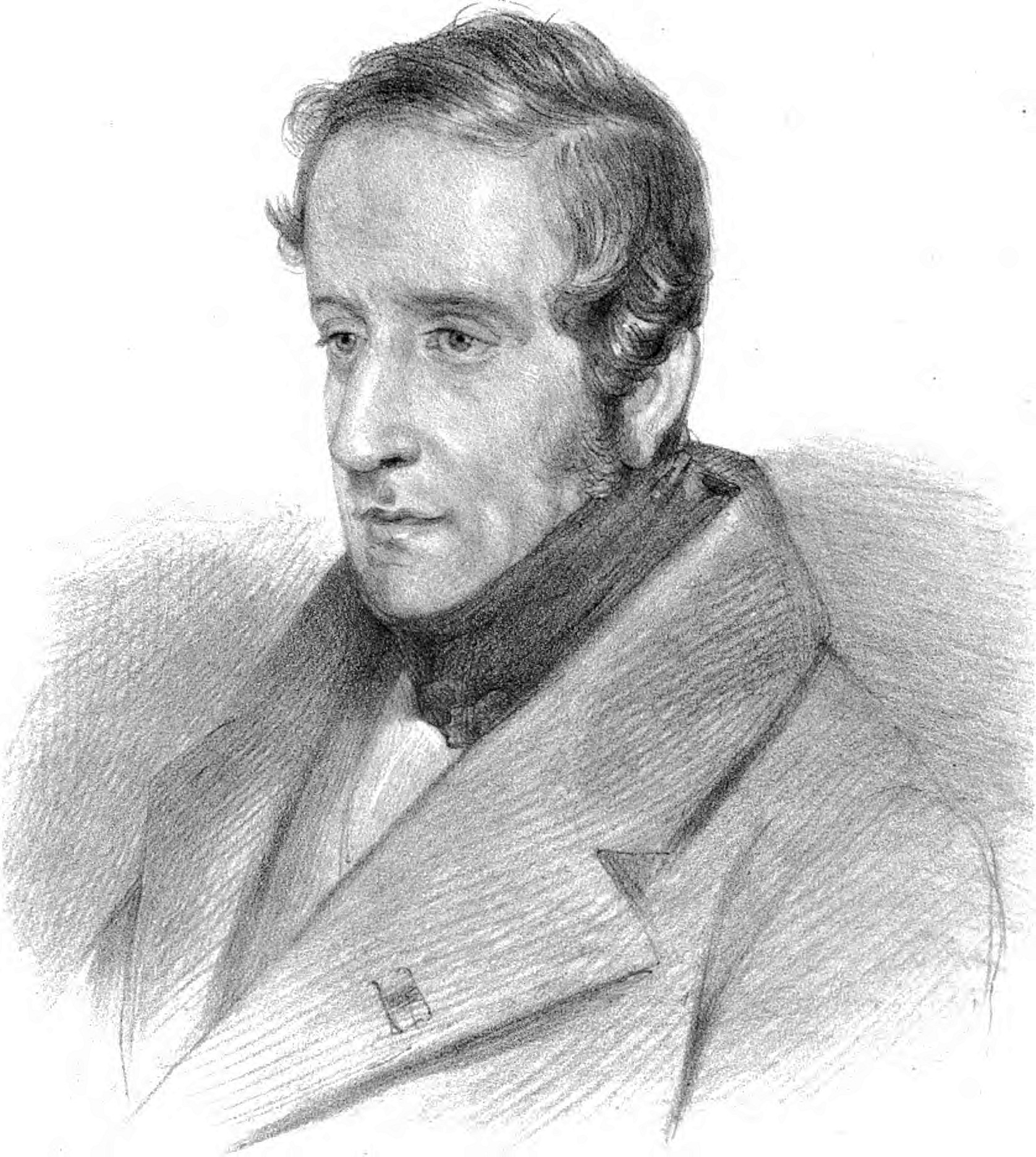
Francesco Carlini, 1842

Francesco Carlini (* 7. Januar 1783 in Mailand; † 29. August 1862 ebenda) war ein italienischer Astronom und Geodät.
Carlini wurde 1832 Direktor der Brera-Sternwarte in Mailand. Bekannt geworden ist er einem weiten zeitgenössischen Fachkreis durch seine Sonnentafeln, die er unter dem Titel Nuove tavole de moti apparenti del sole 1832 herausgab. Bereits 1810 hatte er Esposizione di un nuovo metodo di construire le taole astronomiche applicato alle tavole del sole herausgegeben.
Zusammen mit Giovanni Antonio Amedeo Plana (1781–1864) nahm er an der österreichisch-italienischen Gradmessung teil. Bei dieser Gelegenheit bestimmte er auch das spezifische Gewicht der Erde. Er benutzte dazu regionale Schwankungen des Schwerefelds südlich der Alpen.
Seit 1826 war er korrespondierendes Mitglied der Preußischen Akademie der Wissenschaften, seit 1837 der Académie des sciences und seit 1851 auswärtiges Mitglied der Göttinger Akademie der Wissenschaften.
Der Mondkrater Carlini ist nach ihm benannt.